# Merec
Merec (hebrejsky מרצ‎, dříve známé jako Nové hnutí-Merec, Jachad či Merec-Jachad) je izraelská levicová sionistická sociálně demokratická politická strana. Její předsedkyní je Zahava Gal-On. V parlamentních volbách v roce 2015 se umístila na posledním místě se ziskem 4 poslaneckých mandátů.

## Program
Strana požaduje mírové soužití Židů a Palestinců založené na existenci dvou rovnocenných států podle Ženevské dohody, práva žen i homosexuálů, existenci sociálního státu, oddělení náboženství od státu (liberálně sekulární výchovu) a ochranu přírody (environmentalismus).

## Mezinárodní spojení
Merec je členem Socialistické internacionály a pozorovatelem ve Straně evropských socialistů.

## Volební výsledky
Ve volbách v dubnu 2019 strana obdržela 156 473 hlasy a získala čtyři poslanecké mandáty. Do zářijových předčasných voleb se rozhodla kandidovat v rámci hnutí Demokratický tábor, jehož společnou kandidátku povede právě šéf Merecu Nican Horowitz.

## Poslanci

### Poslanci zvolení ve volbách do 18. Knesetu v roce 2009
- Chajim Oron (pak Zahava Gal-On)
- Ilan Gil'on
- Nican Horowitz

### Poslanci zvolení ve volbách do 19. Knesetu v roce 2013
- Zahava Gal-On
- Ilan Gil'on
- Nican Horowitz
- Michal Rozin
- Ísaví Farídž
- Tamar Zandberg

### Poslanci zvolení ve volbách do 20. Knesetu v roce 2015
- Zahava Gal-On
- Ilan Gil'on
- Ísaví Farídž
- Michal Rozin
- Tamar Zandberg